# Moteurs Daihatsu
 (février 2025).
La mise en forme du texte ne suit pas les recommandations de Wikipédia : il faut le « wikifier ».
Les points d'amélioration suivants sont les cas les plus fréquents. Le détail des points à revoir est peut-être précisé sur la page de discussion.
- Les titres sont pré-formatés par le logiciel. Ils ne sont ni en capitales, ni en gras.
- Le texte ne doit pas être écrit en capitales (les noms de famille non plus), ni en gras, ni en italique, ni en « petit »…
- Le gras n'est utilisé que pour surligner le titre de l'article dans l'introduction, une seule fois.
- L'italique est rarement utilisé : mots en langue étrangère, titres d'œuvres, noms de bateaux, etc.
- Les citations ne sont pas en italique mais en corps de texte normal. Elles sont entourées par des guillemets français : « et ».
- Les listes à puces sont à éviter, des paragraphes rédigés étant largement préférés. Les tableaux sont à réserver à la présentation de données structurées (résultats, etc.).
- Les appels de note de bas de page (petits chiffres en exposant, introduits par l'outil «  Source ») sont à placer entre la fin de phrase et le point final[comme ça].
- Les liens internes (vers d'autres articles de Wikipédia) sont à choisir avec parcimonie. Créez des liens vers des articles approfondissant le sujet. Les termes génériques sans rapport avec le sujet sont à éviter, ainsi que les répétitions de liens vers un même terme.
- Les liens externes sont à placer uniquement dans une section « Liens externes », à la fin de l'article. Ces liens sont à choisir avec parcimonie suivant les règles définies. Si un lien sert de source à l'article, son insertion dans le texte est à faire par les notes de bas de page.
- La présentation des références doit suivre les conventions bibliographiques. Il est recommandé d'utiliser les modèles {{Ouvrage}}, {{Chapitre}}, {{Article}}, {{Lien web}} et/ou {{Bibliographie}}. Le mode d'édition visuel peut mettre en forme automatiquement les références.
- Insérer une infobox (cadre d'informations à droite) n'est pas obligatoire pour parachever la mise en page.

Pour une aide détaillée, merci de consulter Aide:Wikification.
Si vous pensez que ces points ont été résolus, vous pouvez retirer ce bandeau et améliorer la mise en forme d'un autre article.

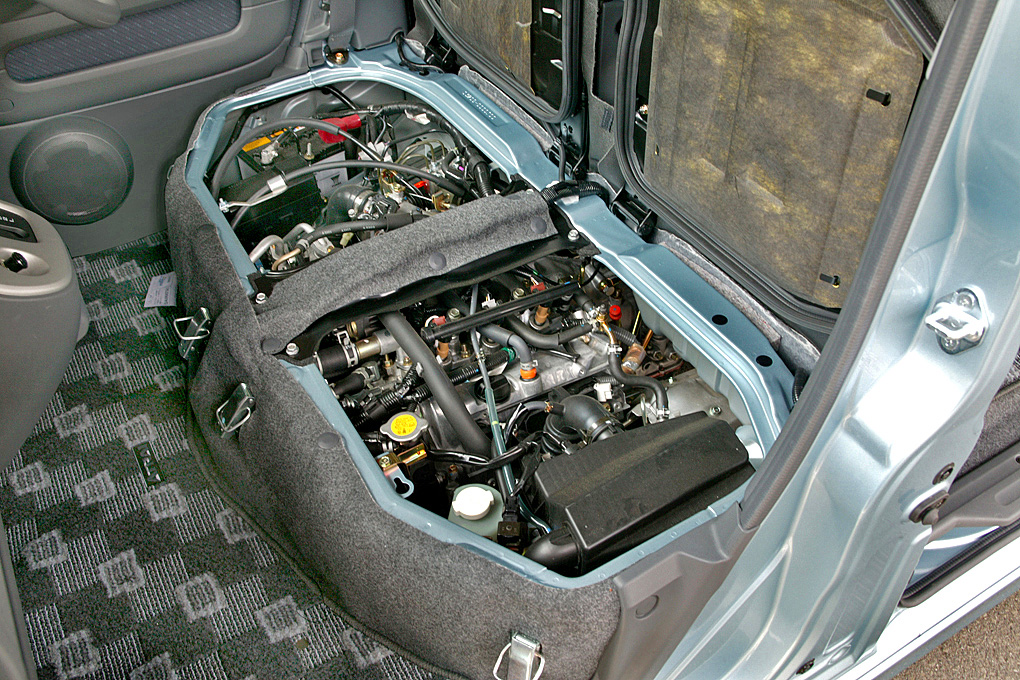
Daihatsu Type EF

Cet article fournit diverses informations sur les moteurs de la compagnie Daihatsu.

## 3 cylindres en ligne (série E)
Le moteur de la série E est présenté pour la première fois à l'été 1985, sous le nom d'EB, un remplacement du moteur AB à deux cylindres utilisé jusqu'alors dans les keijidosha de Daihatsu.
Type EB Daihatsu E-series engine
- Production : jusqu'à 1990. Remplacé par moteur type EF.
- Cylindrée : 547 cm3
- Alésage : 62 mm
- Course : 60,5 mm
- Distribution : SOHC à 2 soupapes/cylindre.
- Alimentation : carburateur et injection électronique.
- Suralimentation : turbo ou compresseur.

Type ED Daihatsu E-series engine
- Production : depuis 1986 pour l'export.
- Cylindrée : 847/796 cm3
- Alésage : 66,6/64,6 mm
- Course : 81 mm
- Distribution : SOHC à 2 soupapes/cylindre.
- Alimentation : carburateur et injection électronique.

Type EF Daihatsu E-series engine
- Production : 1990 à 2007.
- Cylindrée : 659 cm3
- Alésage : 68 mm
- Course : 60,5 mm
- Distribution : SOHC à 2 & 4 soupapes/cylindre et DOHC à 2 & 4 soupapes/cylindre.
- Alimentation : carburateur et injection électronique.
- Suralimentation : turbo.

Type EJ Daihatsu E-series engine
- Production : de 1998 à 2009 pour l'export.
- Cylindrée : 989 cm3
- Alésage : 72 mm
- Course : 81 mm
- Distribution : DOHC à 4 soupapes/cylindre (EJ-DE) et calage variable (EJ-VE).
- Alimentation : injection électronique.

## 4 cylindres en ligne
Type JB (ja)
- Production : 1994 à 2012.
- Cylindrée : 659 cm3
- Alésage : 56,4 mm
- Course : 61 mm
- Distribution : DOHC à 4 soupapes/cylindre.
- Alimentation : injection électronique.
- Suralimentation : turbo.

Variante JB-DET équipant la Daihatsu Copen.
Type K3-VE 
- Production : 1999-?
- Cylindrée : 1 298 cm3
- Alésage : 72 mm
- Course : 79,7 mm
- Distribution : DOHC à 4 soupapes/cylindre et calage variable.
- Alimentation : injection électronique.
- Suralimentation : turbo.

Moteur développé en étroite collaboration avec Toyota (moteur type 2SZ-FE). Existe en trois niveaux de puissance :
- K3-VE : 87 chevaux.
- K3-VE2 : 102 chevaux.
- K3-VET : 130 chevaux.